# Эгюранд (Коррез)
Эгюра́нд (фр. Eygurande, окс. Eiguranda) — коммуна во Франции, находится в регионе Лимузен. Департамент — Коррез. Административный центр кантона Эгюранд. Округ коммуны — Юссель.
Код INSEE коммуны — 19080.
Коммуна расположена приблизительно в 360 км к югу от Парижа, в 100 км восточнее Лиможа, в 70 км к северо-востоку от Тюля.

## Население
Население коммуны на 2008 год составляло 701 человек.
| 1962 | 1968 | 1975 | 1982 | 1990 | 1999 | 2008 |
| ---- | ---- | ---- | ---- | ---- | ---- | ---- |
| 800  | 805  | 791  | 827  | 794  | 779  | 701  |

## Администрация
| Период | Период | Фамилия          | Партия | Примечания |
| ------ | ------ | ---------------- | ------ | ---------- |
| 2001   | 2008   | Рене Бертран     |        |            |
| 2008   |        | Даниель Эстиваль |        |            |

## Экономика
В 2007 году среди 448 человек в трудоспособном возрасте (15-64 лет) 353 были экономически активными, 95 — неактивными (показатель активности — 78,8 %, в 1999 году было 69,3 %). Из 353 активных работали 342 человека (203 мужчины и 139 женщин), безработных было 11 (7 мужчин и 4 женщины). Среди 95 неактивных 25 человек были учениками или студентами, 46 — пенсионерами, 24 были неактивными по другим причинам.